# Інваріантний підпростір
У математиці інваріантним підпростором лінійного відображення {\displaystyle T\colon V\rightarrow V}(тобто з деякого векторного простору {\displaystyle V} у себе) називається підпростір {\displaystyle W} простору {\displaystyle V}, який зберігається при відображенні {\displaystyle T}; тобто {\displaystyle T(W)\subseteq W}.

## Загальний опис
Розглянемо лінійне відображення {\displaystyle T},
{\displaystyle T\colon \ \mathbb {R} ^{n}\to \mathbb {R} ^{n}.}
Інваріантний підпростір {\displaystyle W} відображення {\displaystyle T} має наступну властивість: всі вектори {\displaystyle {\boldsymbol {v}}\in W} перетворюються при відображенні {\displaystyle T} у вектори, які також належать підпростору {\displaystyle W}. Це можна записати як
{\displaystyle {\boldsymbol {v}}\in W\ \Rightarrow \ T({\boldsymbol {v}})\in W.}

### Тривіальні приклади інваріантних підпросторів
- {\displaystyle \mathbb {R} ^{n}}: оскільки {\displaystyle T} відображає будь-який вектор з {\displaystyle \mathbb {R} ^{n}} у вектор з {\displaystyle \mathbb {R} ^{n}}.
- {\displaystyle \{0\}}: оскільки при лінійному відображенні {\displaystyle 0\longmapsto 0}.

### Одновимірний інваріантний підпростірU{\displaystyle U}
Базисом одновимірного простору є ненульовий вектор {\displaystyle {\boldsymbol {v}}}. Отже, будь-який вектор {\displaystyle {\boldsymbol {x}}\in U} можна представити як {\displaystyle \lambda {\boldsymbol {v}}}, де {\displaystyle \lambda } є скаляром. Представимо лінійне відображення {\displaystyle T} як матрицю {\displaystyle A} тоді, для того щоб простір
{\displaystyle U} був інваріантним підпростором, він має задовольняти умову
{\displaystyle \forall {\boldsymbol {x}}\in U\quad \exists \alpha \in \mathbb {R} \colon \ A{\boldsymbol {x}}=\alpha {\boldsymbol {v}}.}
Якщо {\displaystyle {\boldsymbol {x}}\in U}, то {\displaystyle {\boldsymbol {x}}=\beta {\boldsymbol {v}}}, {\displaystyle \beta \in \mathbb {R} }.
Отже, умову існування одновимірного інваріантного підпростору можна записати як
{\displaystyle A{\boldsymbol {v}}=\lambda {\boldsymbol {v}},} де {\displaystyle \lambda } — скаляр базового поля векторного простору.
Зауважимо, що це типове формулювання задачі на власні значення, яке означає, що будь-який власний вектор матриці {\displaystyle A} утворює одновимірний інваріантний підпростір відображення {\displaystyle T}.

## Формальний опис
Інваріантний підпростір лінійного відображення
{\displaystyle T\colon \ V\rightarrow V,}
з деякого векторного простору {\displaystyle V} у себе, є підпростором {\displaystyle W} простору {\displaystyle V}, такий що {\displaystyle T(W)} належить {\displaystyle W}. Інваріантний підпростір відображення {\displaystyle T} також називається {\displaystyle T}-інваріантним.
Якщо {\displaystyle W} є {\displaystyle T}-інваріантним, то можна обмежити відображення {\displaystyle T} на підпростір {\displaystyle W}, щоб отримати нове лінійне відображення
{\displaystyle T|_{W}\colon \ W\rightarrow W.}
Це лінійне відображення називається обмеженням відображення {\displaystyle T} на підпростір {\displaystyle W} і визначається як
{\displaystyle T|_{W}({\boldsymbol {x}})=T({\boldsymbol {x}})} для всіх {\displaystyle {\boldsymbol {x}}\in W.}
Нижче наведемо декілька прикладів інваріантних підпросторів.
Очевидно, що сам простір {\displaystyle V} і підпростір {\displaystyle \{0\}} є тривіально інваріантними підпросторами для будь-якого лінійного оператора {\displaystyle T\colon V\rightarrow V}. Для деяких лінійних операторів не існує нетривіального інваріантного підпростору; наприклад, повороти двовимірного дійсного векторного простору.
Нехай {\displaystyle {\boldsymbol {v}}} — власний вектор лінійного відображення {\displaystyle T}, тобто {\displaystyle T{\boldsymbol {v}}=\lambda {\boldsymbol {v}}}. Тоді підпростір {\displaystyle W=\operatorname {span} \{{\boldsymbol {v}}\}} є {\displaystyle T}-інваріантним. Як наслідок основної теореми алгебри, будь-який лінійний оператор на ненульовому скінченновимірному комплексному векторному просторі має власний вектор. Отже, будь-який такий лінійний оператор має нетривіальний інваріантний підпростір. Тут використано той факт, що комплексні числа є алгебраїчно замкнутим полем. Порівнюючи з попереднім прикладом, можна побачити, що інваріантні підпростори лінійного перетворення залежать від базового поля простору {\displaystyle V}.
Інваріантний вектор (тобто нерухома точка відображення {\displaystyle T}), відмінний від 0, породжує інваріантний підпростір розмірності 1.
Відображення {\displaystyle T} діє на інваріантний підпростір розмірності 1 за допомогою скаляра і складається з інваріантних векторів тоді й лише тоді, коли цей скаляр дорівнює 1.
Як показують наведені вище приклади, інваріантні підпростори заданого лінійного перетворення {\displaystyle T} проливають світло на структуру відображення {\displaystyle T}. Якщо простір {\displaystyle V} є скінченновимірним векторним простором над алгебраїчно замкненим полем, то лінійні перетворення, що діють на просторі {\displaystyle V}, характеризуються (з точністю до подібності) жордановою нормальною формою, яка розкладає простір {\displaystyle V} на інваріантні підпростори відображення {\displaystyle T}.
Багато фундаментальних питань щодо відображення {\displaystyle T} можна звести до питань про інваріантні підпростори відображення {\displaystyle T}.
Взагалі кажучи, інваріантні підпростори визначаються для множин операторів як підпростори, інваріантні для кожного оператора в множині.
Нехай {\displaystyle L(V)} — алгебра лінійних перетворень на просторі {\displaystyle V}, а {\displaystyle \operatorname {Lat} (T)} — сімейство підпросторів, інваріантних відносно відображення {\displaystyle L\in L(V)}. (Використовується позначення «Lat», оскільки {\displaystyle \operatorname {Lat} (T)} утворює ґратку (англ. lattice), див. обговорення нижче).
Для заданої непорожньої множини {\displaystyle \Sigma \subset L(V)} розглядаються інваріантні підпростори інваріантні відносно кожного відображення {\displaystyle T\in \Sigma }.
У символьній формі
{\displaystyle \operatorname {Lat} (\Sigma )=\bigcap _{T\in \Sigma }\operatorname {Lat} (T).}
Наприклад, якщо {\displaystyle \Sigma =L(V)}, то {\displaystyle \operatorname {Lat} (\Sigma )=\{\{0\},V\}}.
Для заданого представлення групи {\displaystyle G} на векторному просторі {\displaystyle V} маємо лінійне відображення {\displaystyle T(g)\colon V\rightarrow V} для будь-якого елемента {\displaystyle g} групи {\displaystyle G}. Якщо підпростір {\displaystyle W} простору {\displaystyle V} є інваріантним відносно всіх цих відображень, то він є підпредставленням і група {\displaystyle G} діє на підпростір {\displaystyle W} природним чином.
Як інший приклад, нехай відображення {\displaystyle T\in L(V)} і {\displaystyle \Sigma } — це алгебра породжена {\displaystyle \{1,T\}}, де {\displaystyle 1} — тотожний оператор. Тоді {\displaystyle \operatorname {Lat} (T)=\operatorname {Lat} (\Sigma )}. Оскільки відображення {\displaystyle T} належить {\displaystyle \Sigma } тривіально, то {\displaystyle \operatorname {Lat} (\Sigma )\subset \operatorname {Lat} (T)}. З іншого боку, алгебра {\displaystyle \Sigma } складається з поліномів від {\displaystyle 1} і {\displaystyle T}, і тому має місце і зворотне включення.

## Матричне представлення
У скінченновимірному векторному просторі будь-яке лінійне перетворення
{\displaystyle T\colon V\rightarrow V} можна представити матрицею як тільки зафіксовано базис простору {\displaystyle V}.
Нехай {\displaystyle W} — {\displaystyle T}-інваріантний підпростір.
Виберемо базис {\displaystyle C=\{v_{1},\dots ,v_{k}\}} підпростору {\displaystyle W} і доповнимо його до базису {\displaystyle B} простору {\displaystyle V}.
Тоді відносно цього базису {\displaystyle B} матричне представлення відображення {\displaystyle T} набуває вигляду:
{\displaystyle T={\begin{bmatrix}T_{11}&T_{12}\\0&T_{22}\end{bmatrix}},}
де верхній лівий блок {\displaystyle T_{11}} є обмеженням відображення {\displaystyle T} на підпростір {\displaystyle W}.
Іншими словами, для заданого інваріантного підпростору {\displaystyle W} відображення {\displaystyle T} простір {\displaystyle V} можна розкласти у пряму суму:
{\displaystyle V=W\oplus W'.}
Розглядаючи лінійне перетворення {\displaystyle T} як матричний оператор
{\displaystyle T={\begin{bmatrix}T_{11}&T_{12}\\T_{21}&T_{22}\end{bmatrix}}\colon \ {\begin{matrix}W\\\oplus \\W'\end{matrix}}\rightarrow {\begin{matrix}W\\\oplus \\W'\end{matrix}},}
очевидно, що блок {\displaystyle T_{21}\colon W\rightarrow W'} має бути нульовим.
Визначення того, чи є даний підпростір {\displaystyle W} інваріантним відносно відображення {\displaystyle T}, є нібито проблемою геометричного характеру.
Матричне представлення дозволяє сформулювати цю проблему алгебраїчно.
Оператор проєктування {\displaystyle P} на підпростір {\displaystyle W} визначається як {\displaystyle P(w+w')=w}, де {\displaystyle w\in W} і {\displaystyle w'\in W'}. Оператор проєктування {\displaystyle P} має матричне представлення
{\displaystyle P={\begin{bmatrix}1&0\\0&0\end{bmatrix}}\colon \ {\begin{matrix}W\\\oplus \\W'\end{matrix}}\rightarrow {\begin{matrix}W\\\oplus \\W'\end{matrix}}.}
Безпосереднє обчислення показує, що підпростір {\displaystyle W=\operatorname {ran} P} (обмеження {\displaystyle P}) є інваріантним відносно відображення {\displaystyle T} тоді й лише тоді, коли {\displaystyle PTP=TP}.
Іншими словами, підпростір {\displaystyle W} є елементом сімейства підпросторів {\displaystyle \operatorname {Lat} (T)} еквівалентно, що відповідна проєкція задовольняє співвідношення {\displaystyle PTP=TP}.
Якщо {\displaystyle P} є проєкцією (тобто {\displaystyle P^{2}=P}), то й {\displaystyle 1-P} також є проєкцією, де {\displaystyle 1} — тотожний оператор.
Із вищесказаного випливає, що рівність {\displaystyle TP=PT} справджується тоді й лише тоді, коли обидва підпростори {\displaystyle \operatorname {ran} P} і {\displaystyle \operatorname {ran} (1-P)} є інваріантними відносно відображення {\displaystyle T}.
У цьому випадку відображення {\displaystyle T} має матричне представлення
{\displaystyle T={\begin{bmatrix}T_{11}&0\\0&T_{22}\end{bmatrix}}\colon \ {\begin{matrix}\operatorname {Ran} P\\\oplus \\\operatorname {Ran} (1-P)\end{matrix}}\rightarrow {\begin{matrix}\operatorname {Ran} P\\\oplus \\\operatorname {Ran} (1-P)\end{matrix}}.}
Іншими словами, проєкція, яка комутує з відображенням {\displaystyle T}, «діагоналізує» відображення {\displaystyle T}.

## Задача про інваріантний підпростір
Основна стаття: Задача про інваріантний підпростір
Задача про інваріантний підпростір стосується випадку, коли простір {\displaystyle V} є сепарабельним гільбертовим простором розмірності {\displaystyle >} 1 над полем комплексних чисел, а відображення {\displaystyle T} є обмеженим оператором.
Задача полягає в тому, щоб з'ясувати, чи будь-яке таке відображення {\displaystyle T} має нетривіальний, замкнутий, інваріантний підпростір.
Станом на 2021 рік ця задача залишається відкритою.
У більш загальному випадку, коли простір {\displaystyle V} є банаховим простором, існує приклад оператора без інваріантного підпростору (Пер Енфло, 1976).
Вперше такий приклад було отримано Чарльзом Рідом у 1985 році.

## Ґратка інваріантного підпростору
Для заданої непорожньої множини {\displaystyle \Sigma \subset L(V)} інваріантні підпростори, інваріантні відносно кожного елемента множини {\displaystyle \Sigma }, утворюють ґратку, яку іноді називають ґраткою інваріантного підпростору множини {\displaystyle \Sigma } і позначають як {\displaystyle \operatorname {Lat} (\Sigma )}.
Операції ґратки задаються природним чином: для {\displaystyle \Sigma '\subset \Sigma } операція перетину  визначається як
{\displaystyle \bigwedge _{W\in \Sigma '}W=\bigcap _{W\in \Sigma '}W,}
тоді як операція об'єднання визначається як
{\displaystyle \bigvee _{W\in \Sigma '}W=\operatorname {span} \bigcup _{W\in \Sigma '}W.}
Мінімальний елемент ґратки {\displaystyle \operatorname {Lat} (\Sigma )} називається мінімальним інваріантним підпростором.

## Основна теорема некомутативної алгебри
Подібно до того, як основна теорема алгебри гарантує, що будь-яке лінійне перетворення, яке діє на скінченновимірному комплексному векторному просторі, має нетривіальний інваріантний підпростір, основна теорема некомутативної алгебри стверджує, що ґратка {\displaystyle \operatorname {Lat} (\Sigma )} містить нетривіальні елементи для деякої множини {\displaystyle \Sigma }.
Теорема (Бернсайд). Нехай {\displaystyle V} — комплексний векторний простір скінченної розмірності. Для кожної власної підалгебри {\displaystyle \Sigma } алгебри {\displaystyle L(V)} ґратка {\displaystyle \operatorname {Lat} (\Sigma )} містить нетривіальний елемент.
 Теорема Бернсайда має фундаментальне значення в лінійній алгебрі. Одним з її наслідків є те, що будь-яку комутуючу сім'ю в {\displaystyle L(V)} можна одночасно звести до верхньотрикутного вигляду.
Непорожня множина {\displaystyle \Sigma \subset L(V)} називається звідною до трикутного вигляду, якщо існує базис {\displaystyle \{e_{1},\dots ,e_{n}\}} простору {\displaystyle V} такий, що
{\displaystyle \operatorname {span} \{e_{1},\dots ,e_{k}\}\in \operatorname {Lat} (\Sigma )\quad } для всіх {\displaystyle \quad k\geq 1}.
Іншими словами, множина {\displaystyle \Sigma } зводиться до трикутного вигляду, якщо існує такий базис в якому будь-який елемент множини {\displaystyle \Sigma } має верхньотрикутне матричне представлення.
З теореми Бернсайда випливає, що будь-яка комутативна підалгебра {\displaystyle \Sigma } алгебри {\displaystyle L(V)} зводиться до трикутного вигляду.
Отже, будь-яку комутуючу сім'ю в {\displaystyle L(V)} можна одночасно звести до верхньотрикутного вигляду.

## Ліві ідеали
Якщо простір {\displaystyle A} є алгеброю, то можна визначити ліве регулярне представлення {\displaystyle \Phi } на {\displaystyle A}: {\displaystyle \Phi (a)b=ab} — це гомоморфізм з алгебри {\displaystyle A} у простір {\displaystyle L(A)} (алгебра лінійних перетворень на алгебрі {\displaystyle A}).
Інваріантні підпростори представлення {\displaystyle \Phi } є лівими ідеалами алгебри {\displaystyle A}. Лівий ідеал {\displaystyle M} алгебри {\displaystyle A} визначає підпредставлення алгебри {\displaystyle A} на підпросторі {\displaystyle M}.
Якщо підпростір {\displaystyle M} є лівим ідеалом алгебри {\displaystyle A}, то ліве регулярне представлення {\displaystyle \Phi } на підпросторі {\displaystyle M} тепер переходить у представлення {\displaystyle \Phi '} на векторному фактор-просторі {\displaystyle A/M}. Якщо {\displaystyle [b]} позначає клас еквівалентності в просторі {\displaystyle A/M}, то {\displaystyle \Phi '(a)[b]=[ab]}.
Ядром представлення {\displaystyle \Phi '} є множина {\displaystyle \{a\in A\,|\,ab\in M} для всіх {\displaystyle b\}}.
Представлення {\displaystyle \Phi '} є незвідним тоді й лише тоді, коли підпростір {\displaystyle M} є максимальним лівим ідеалом, оскільки підпростір {\displaystyle V\subset A/M} є інваріантним відносно {\displaystyle \{\Phi '(a)\,|\,a\in A\}} тоді й лише тоді, коли його прообраз при фактор-відображенні, {\displaystyle V+M}, є лівим ідеалом в алгебрі {\displaystyle A}.

## Майже інваріантні напівпростіри
З інваріантними підпросторами пов'язані так звані майже інваріантні напівпростори. Замкнений підпростір {\displaystyle Y} банахового простору {\displaystyle X} називається майже інваріантним відносно оператора {\displaystyle T\in {\mathcal {B}}(X)}, якщо {\displaystyle TY\subseteq Y+E} для деякого скінченновимірного підпростору {\displaystyle E}; еквівалентно, підпростір {\displaystyle Y} є майже інваріантним відносно оператора {\displaystyle T}, якщо існує оператор скінченного рангу {\displaystyle F\in {\mathcal {B}}(X)} такий, що {\displaystyle (T+F)Y\subseteq Y}, тобто, якщо підпростір {\displaystyle Y} інваріантний (у звичайному розумінні) відносно оператора {\displaystyle T+F}. У цьому випадку мінімально можлива розмірність підпростору {\displaystyle E} (або ранг оператора {\displaystyle F}) називається дефектом.
Зрозуміло, що будь-який скінченновимірний і скінченноковимірний підпростір є майже інваріантним відносно будь-якого оператора. Тому, щоб зробити речі нетривіальними, прийнято говорити, що підпростір {\displaystyle Y} є напівпростором, якщо це замкнений підпростір нескінченної розмірності та нескінченної корозмірності.
Задача майже інваріантного напівпростору полягає в тому, щоб визначити чи будь-який оператор припускає існування майже інваріантного напівпростору.
У випадку комплексного поля задача вже розв'язана; тобто, якщо простір {\displaystyle X} є комплексним нескінченновимірним банаховим простором і оператор {\displaystyle T\in {\mathcal {B}}(X)}, тоді оператор {\displaystyle T} допускає майже інваріантний напівпростір з дефектом щонайбільше 1.
Наразі невідомо, чи справедливо те саме, якщо простір {\displaystyle X} є дійсним банаховим простором.
Проте встановлено деякі частинні результати: наприклад, будь-який самоспряжений оператор у нескінченновимірному дійсному гільбертовому просторі допускає майже інваріантний напівпростір, як і будь-який строго сингулярний (або компактний) оператор, що діє на дійсний
нескінченновимірний рефлексивний простір.